# Avireri-Vraem
Es la séptima reserva de biosfera en Perú que fue reconocida el 15 de septiembre de 2021 durante el XXXIII Consejo Internacional de Coordinación del Programa MAB de la UNESCO (programa sobre "El Hombre y la Biosfera" por sus siglas en inglés).
Tiene una extensión de más de 4 millones de hectáreas comprendiendo territorios de las provincias de Satipo y La Convención pertenecientes a los departamentos de Junín y Cusco respectivamente.